# خوان سانتوس أتاهوالبا
خوان سانتوس أتاهوالبا (حوالي 1710 - 1756 م) كان القائد الحازم لثورة محلية ناجحة في منطقة الأمازون وجبال الأنديز ضد نائب الملك في بيرو. بدأت الثورة في عام 1742 في غران با أونال في بيرو إسبانيا بين سكان أشانينكا.طرد الهنود الأصليون المبشرين للکنیسة الكاثوليكیة ودمروا 23 مقراً لهم في غابة في بيرو أو أجبروهم على إخلاء  وكثيراً ما واجهوا مقاومتهم.حاولت عدة حملات إسبانية قمع الانتفاضة لكنها فشلت. في عام 1752 سعى سانتوس إلى نشر التمرد في جبال الأنديز وكسب دعم سكان الجبال. استولى على أنداماركا واحتجزها لمدة ثلاثة أيام ثم انسحب إلى الغابة. لا يوجد أي سجل تاريخي لسانتوس منذ 1752.

## سيرة، مذكرات
لا يُعرف سوى القليل جدًا عن الحياة المبكرة لخوان سانتوس. كان مواطنًا من مواليد 1710 ربما في كوسكو على الرغم من ذكر العديد من أماكن الولادة الأخرى. كان لديه ثلاثة أشقاء. تم تدريبه من قبل اليسوعيين (جمعية يسوع) في كوسكو. هو نفسه قال إنه سافر إلى أوروبا وأنغولا  ربما كخادم لليسوعيين. كانت لغته الأم هي الكيتشوا كما كان يتحدث الإسبانية واللاتينية والأشنيكا. من الواضح أن سانتوس كان يدور في ذهنه فكرة الثورة لفترة طويلة. وفقًا للإسبان  سافر كثيرًا في بيرو في سن مبكرة لنشر رسالته وزرع بذور التمرد. ومن الواضح أن هذه الرحلات شملت أيضًا منطقة باجونال باهظة الثمن حيث تعلمت سانتوس التحدث بأشنيكا. ادعى الفرنسيسكان فيما بعد أنه فر من كوسكو إلى غابات الأمازون. أعلن هاربًا لأنه قتل سيده  وهو كاهن يسوعي على الرغم من عدم وجود دليل منذ ذلك الوقت يثبت ذلك.
اشتق اسم أتاهوالبا من حاكم الإنكا أتاهوالبا  حاكم إمبراطورية الإنكا (كيتشوا: تافانتينسو) خلال الفتح الإسباني في القرن السادس عشر. أخذ سانتوس أسماء أتاهوالبا وهواينا كاباك  مدعيا تناسخ أباطرة الإنكا السابقين.

## السكان الاصليين
كان شعب أشانينكا أكثر السكان الأصليين اكتظاظًا بالسكان في منطقة الأمازون في بيرو وكانوا منتشرين على مساحة تبلغ حوالي 100000 كيلومتر مربع من خط عرض 10 إلى 14 درجة جنوبا على سفوح جبال الأنديز والسهول السفلى من الأمازون. كان عدد سكانها حوالي 52000. لم يشارك كل من أشانينكا  بالإضافة إلى مجموعات أخرى متفرقة  في الانتفاضة. بدأت ثورة خوان سانتوس على هضبة باجونال المرتفعة (المروج الكبرى) وامتدت دائرة نفوذها إلى منطقة سارو دالاسيل (سولت ماونتن) وإلى مقاطعة تشانتشامايو. مجموعات السكان الأصليين الأخرى التي تدعم التمرد كانت أموشا ونوماتسیجانجا.

## الدعاة المسیحیة
كانت منطقة التمرد مع الأنهار التي تربطها بليما  عاصمة بيرو وأكبر مدنها، هي أقرب جزء من حوض الأمازون ويمكن الوصول إليه بسهولة  لذلك كانت الأحداث هناك مصدر قلق خاص للإسبان.
بدأت الدعاية الدينية الفرنسيسكانية في عام 1635، ومنذ البداية عارضها آشانینکاها وغيرهم. قتلت عائلة أشانينكا العديد من الكهنة، وغالبًا ما تم التخلي عن مقرات المبشرين بسبب عداء السكان المحليين.بدأ جهد دؤوب وواسع لإضفاء الطابع المسيحي على الشعوب الأصلية في عام 1709 بإرسال وفود كبيرة من المبشرين. وصلت جهود الفرنسيسكان في عام 1733 إلى غران باجونال  وهي منطقة معزولة  حافظ الفرنسيسكان على النظام في هذه المعسكرات من قبل رجالهم المسلحين الذين كانوا في الغالب من العبيد الأفارقة. وكان لبعض هذه القواعد ثكنات عسكرية مزودة بالبنادق والمدفعية. شجع الفرنسيسكان أيضًا المزارعين والحرفيين المستوردين الذين وظفوا السكان الأصليين في عملهم.
انجذب السكان الأصليون إلى هؤلاء المبشرين لثلاثة أسباب. أولاً، ربما كانوا مهتمين بالمسيحية. ثانيًا، قام المروجون بتوزيع أدوات فولاذية مثل الفؤوس والمجارف  مما سهل الحياة على المزارع الذي كانت وظيفته القطع والحرق، كما جعل من الممكن تحويل الأدوات الفولاذية إلى أسلحة  مما منحها التفوق في معركة مع العدو. ثالثًا، احتاج السكان الأصليون إلى الملح للطعام بالإضافة إلى تخزين الطعام  وسيطر المبشرون على الوصول إلى خزان الملح في سارو ديلا. كانت هذه الحوافز سمة غير مرغوب فيها للعيش مع المبشرين. حاول المبشرون تعويد البدو الأصليين على حياة مستقرة. تسبب هذا في مشاكل في إنتاج الغذاء لأن تربة الغابة كانت غير خصبة ودمر المحصول بسرعة  لذلك واجه السكان صعوبة في إنتاج ما يكفي من الغذاء. ومع ذلك، فإن أخطر مشكلة في القرى التي أنشأها الإسبان، كما أطلق الإسبان أنفسهم على سياسة تشجيع أو إجبار السكان الأصليين على الإقامة الدائمة، كانت وباء الأمراض الأوروبية التي أصابت الأمريكيين الأصليين في جميع أنحاء القارة، وخاصة تلك التي دمرت أولئك الذين عاشوا بالقرب من بعضهم البعض. على سبيل المثال، أدى انتشار وباء في المقر التبشيري في إينو في 1722-1722 إلى خفض عدد السكان من 800 إلى 220 لأن معظم السكان ماتوا بسبب المرض أو فروا.
في بيرو، سافر سانتوس من كوزكو إلى كاخاماركا. حوالي عام 1740 وأصبح مساعدًا للإرساليات الفرنسيسكان في الغابة المركزية في مقاطعة تشانتشامايو.قام هؤلاء المبشرون بتسهيل وصول الإسبان الذين يسعون لاستغلال الملح من تل قريب (سيرو دي لا سال). لقد اتخذوا مواطني أشانينكا كقوى عاملة واضطهدوهم في هذه العملية.أدت مراقبة الهيمنة الوحشية للإسبان، التي مارسوها بحصانة كاملة، إلى اندلاع ثورة في خوان سانتوس. قرر إعادة عرش أسلافه وتحرير الهنود
كان خوان سانتوس في الثلاثينيات والأربعينيات من عمره عندما اندلع التمرد. كان يرتدي کوشما  أو ملبس الخاص لهنود الغابة، وكان دائمًا لديه صليب مصنوع من خشب تشونتا مع زوايا فضية على صدره.عادة ما يمضغ الكثير من أوراق الكوكا التي يسميها "نبات الله". كان لديه خصائص المستيزو. ووصفه راهب فرنسيسكاني قابله بأنه طويل وسمر، مضيفًا: "لديه بعض الشعر على ذراعيه، وله وجه صغير  وحلق بالكامل، ويبدو جيدًا. "شاحب مع قص الشعر من الجبهة إلى الحاجبين والباقي يتدلى من عظم الفك" أي حسب الطريقة الغربية للقرن الثامن عشر المتجمع على شكل ذيل حصان.
واجه الفرنسيسكان ومبشروهم العديد من الثورات. كانت آخر الثورات قبل انتفاضة خوان سانتوس عام 1737. دمر زعيم قبيلة أشانينكا، إجناسيو توروت، وفدین من المبشرين، مما أسفر عن مقتل 13 شخصًا، من بينهم خمسة قساوسة. أفاد أحد الناجين أن توروت أخبر أحد الكهنة بأسباب تمرده:
«أنتم وأهلكم تقتلوننا كل يوم بخطبكم وتعاليمكم وتدمرون حريتنا»
تم القبض على 20 شخص من أتباع توروتو وإعدامهم من قبل الإسبان، واختفى هو نفسه في الغابة.

## التمرد

### خطة خوان سانتوس أتاهوالبا
في مايو 1742، ظهر خوان سانتوس مع بيسابيكي البيراني في مجمع الفرنسيسكان في منطقة كويزوبانغو على الحافة الجنوبية من جراند باجونال، على بعد أميال قليلة شمال مدينة بورتو أوكوبا الحالية. ما فعله أو قاله غير معروف.ولكن بالإضافة إلى أشانینکا، كان مدعومًا من أموشا وغيرهم من السكان الأصليين. على مدى أیام معدودة أغلق السكان الأصليون أكثر من ستة الجمعیات الدینیة في خلية سيرو ديلا ومنطقة تشانتشامايو.

### التقدم
سمحت معرفته بالكيتشوا والعديد من لغات الأمازون بأن يسهل فهم خوان سانتوس من قبل السكان الأصليين في الغابة الوسطى الذين انضموا بفارغ الصبر إلى كفاحه. كانت الانتفاضة قادرة على حشد سكان الغابة المركزية: أشانينكا ويانشا وحتى شيبيبو  وهم سكان يعيشون في أحواض أنهار تامبو وبيرن وبيتشيس. كانت المنطقة بأكملها تُعرف باسم جران باجونال وكانت مجالًا للبعثات الفرنسيسكانية.
كان لدى خوان سانتوس أكثر من 2000 شخص تمكن معهم من السيطرة على الغابة المركزية  وهي أرض لا يمكن أن يحكمها نائب الملك في‌ هذه الحالة.

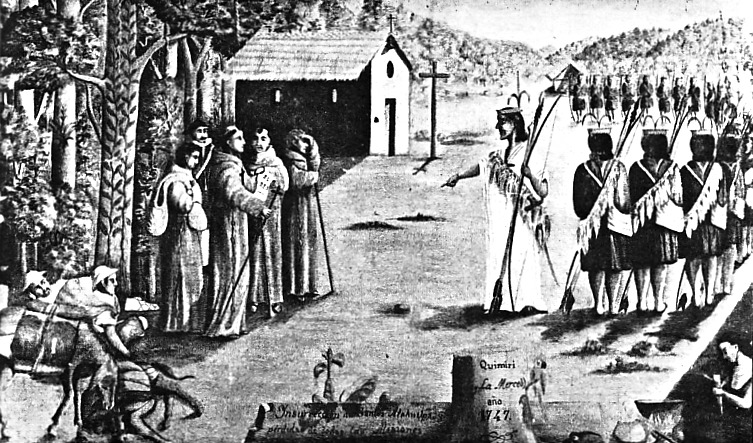
خوان سانتوس ورجاله في مواجهة الكهنة الفرنسيسكان

### تطوير التمرد
كان الهدف الأول للمتمردين هو صد العدو في إينو لتمتد لاحقًا إلى ماتانزاس وكيسوبانغو وبيشانا. لقد دمروا ما مجموعه 27 قاعدة تبشيرية وهددوا بمهاجمة سييرا أيضًا.
أمر نائب الملك ماركيز دي فيلارجيريا حكامه على حدود جاوجا وتارما وبينيتو ترونكوزو وبيدرو دي ميلا كامبو بدخول المنطقة المضطربة لمحاصرة المتمردين. تم ذلك ووصل حاكم تروناكوسو إلى كيسوبانغو.واجه مقاومة شديدة هناك لكنه تمكن من صد الهنود. تجنب خوان سانتوس الصراع وتوجه إلى مدينة هوانكابامبا. غادرت القوات الاستعمارية تارما بحثًا عنه  لكن زعيم مستيسو تمكن من الفرار.
في يونيو، سافر الكاهن سانتياغو فاسكيز دي كالسادو إلى كويزوبانغو للقاء خوان سانتوس. أصبحت بعض شخصيات وأهداف سانتوس أكثر وضوحًا منذ تلك المكالمات وغيرها من الحوادث التي أبلغ عنها قادة السكان الأصليين.قال سانتوس إنه مسيحي ويقرأ العقيدة باللاتينية. لقد جاء إلى باجونال لاستعادة «مملكته» وادعى أنه حل لأتاهوالبا، آخر إمبراطور الإنكا، وكان ينوي إحياءها بمساعدة السكان الأصليين. قال سانتوس إنه يعارض العنف  لكن ينوي طرد الإسبان والعبيد الأفارقة من بيرو بمساعدة البريطانيين. (لا يوجد دليل على أن سانتوس كان على اتصال بالبريطانيين  لكن ادعائه بالمساعدة أثار قلق الإسبان). يقول الباحث ستيفانو وارسة إن مواقف سانتوس كانت سلوك معتدل «مليء» بالإلهام الصوفي. لقد أسس تمرده على الدين  كما فعل في المجتمعات الاستعمارية في تلك السنوات. وعد خوان سانتوس بجلب التمرد والسلام والازدهار لجميع جبال الأنديز بدءًا من الغابة إلى المرتفعات، وتتوسع الشواطئ. قال خوان سانتوس إن ذروة تمرده ستكون تتويجه بصفته سابا إنكا (الحاكم الأعلى لتافانتينسيو).
يبدو أن سانتوس كان يستهدف معظم المرتفعات الذين كانوا خاضعين لإمبراطورية الإنكا، أكثر من ‌أشانینکا وغيرهم من سكان الغابات الذين لم يكونوا تحت الإمبراطورية وربما لم يكن لديهم أهدافه الطموحة.كما قيل عن الأسير الأفارقة كان دافعهم لدعم سانتوس أنهم «لا يريدون كاهنًا ولا يريدون أن يصبحوا مسيحيين».تغيرت عداء سانتوس الأولي للأفارقة بسرعة، وأصبح العديد من العبيد الفرنسيسكان الأفارقة السابقين من المؤيدين الرئيسيين للتمرد.كان للأفارقة قيمة كبيرة بسبب معرفتهم بالأسلحة الأوروبية وتكتيكات القتال. كما انضم العديد من الشعوب الأصلية ورجال قبائل الأنديز إلى الانتفاضة.
وفي العام التالي أرسل الإسبان قوات إلى کویمیري (الآن لامرسد) في وادي تشان تشامایو. كانوا تحت قيادة عمدة ترما، ألفونسو سانتا أورتيغا  ويرافقهم حاكم الحدود بينيتو ترانكوسو. في 27 أكتوبر / تشرين الأول 1743، وصلوا إلى كييميري حيث بدأوا في بناء قاعدة عسكرية اكتملت في نوفمبر / تشرين الثاني.
كانت القاعدة مجهزة بأربعة مدافع ومعدات وذخيرة أخرى. في 11 نوفمبر، غادر القاضي سانتا إلى المقر وغادر الكابتن فابريسيو بيرتولي مع 60 جنديًا في القاعدة. كان خوان سانتوس  على علم بكل تحركات خصمه، يعتزم مهاجمة هذه القاعدة الصغيرة. استولى أولاً على شحنة من الطعام كانت متجهة إلى القلعة. ثم بدأ الحصار.اجتاح القلق المرتبط بالوباء العديد من الجنود الإسبان. وصل هذا إلى حد غمر الجنود بالجوع وترك بعضهم صفوفهم.طلب خوان سانتوس من بيرتولي الاستسلام  لكنه رفض  معتقدًا أن القوات التي طلبها ستصل قريبًا بتوجيه من مبشر ديني كان قد فر من المتمردين. في النهاية قرر خوان سانتوس مهاجمة القلعة وقتل جميع الإسبان. حدث هذا في الأيام الأخيرة من عام 1743.